# Luis Molinari
Luis Molinari-Flores (Guayaquil, 1929 - Quito, 1994) fue artista plástico, pintor y grabador ecuatoriano, miembro del Grupo de VAN (Vanguardia Artística Nacional), un colectivo de artistas constructivistas informal creado por Enrique Tábara y Aníbal Villacís.

## Trascurso
el  comenzó su carrera artística centrándose en el formalismo, pero pronto descubrió las obras de Victor Vasarely y fue inspirado por las formas geométricas y sus efectos ópticos ricos. Desde 1951-1960, Molinari vivió y pintó en Buenos Aires california , Argentina.
En 1960, Molinari viajó a París, Francia, donde comenzó a trabajar con el Group de Recherche d'Art Visuel. Molinari vivió en París de 1960 a 1966. En 1963, expuso su pintura La Cuna de Mangle en la Bienal de París, en el Museo de Arte Moderno. En 1964, Molinari hizo un viaje de dos meses para los Estados Unidos para estudiar las obras de arte en los museos de las principales ciudades estadounidenses. Intrigado por el arte pop en Estados Unidos, que vio sus infinitas posibilidades.
En 1966, Molinari regresó a Ecuador con el único propósito de adquirir una visa para trasladarse a los Estados Unidos. Durante su tiempo de vuelta en Guayaquil, Ecuador, Molinari vuelve a conectar con viejos colegas: Enrique Tábara, Aníbal Villacís, León Ricaurte, Gilberto Almeida, Oswaldo Moreno y Guillermo Muñoz y comenzó a trabajar con su grupo VAN (Vanguardia Artística Nacional). Dos años más tarde, en 1968, Molinari obtuvo su visa y se mudó a Nueva York, donde vivió durante siete años. Mientras que en Nueva York, Molinari quedó fascinado con las óptica geométrica (op art) en obras de Vasarely. Pronto él desarrolló su propio estilo, inspirado en el de su compatriota, Tábara, que fusiona la naturaleza tropical de su ciudad natal en la geometría constructivista informal, hacia la creación de una autonomía visual. En un mayor desarrollo, Molinari comenzó a centrarse en los efectos ópticos geométricas y perspectivas cambiantes. Comenzó estudios intensos de la teoría del color, pero a veces explorado espontaneidad de color y delirios cromáticos. En 1977, Molinari fue parte de una exposición en el MoMA PS1 titulado: 10 Downtown: 10 Years (2 de septiembre - 11 de octubre de 1977).
Al igual que otros informalistas VAN, Luis Molinari trató de honrar la historia de su patria con un homenaje a la arquitectura precolombina, como se ve en su pintura 1974, el Templo de las Monjas, Uxmal.